# Karol Brzozowski

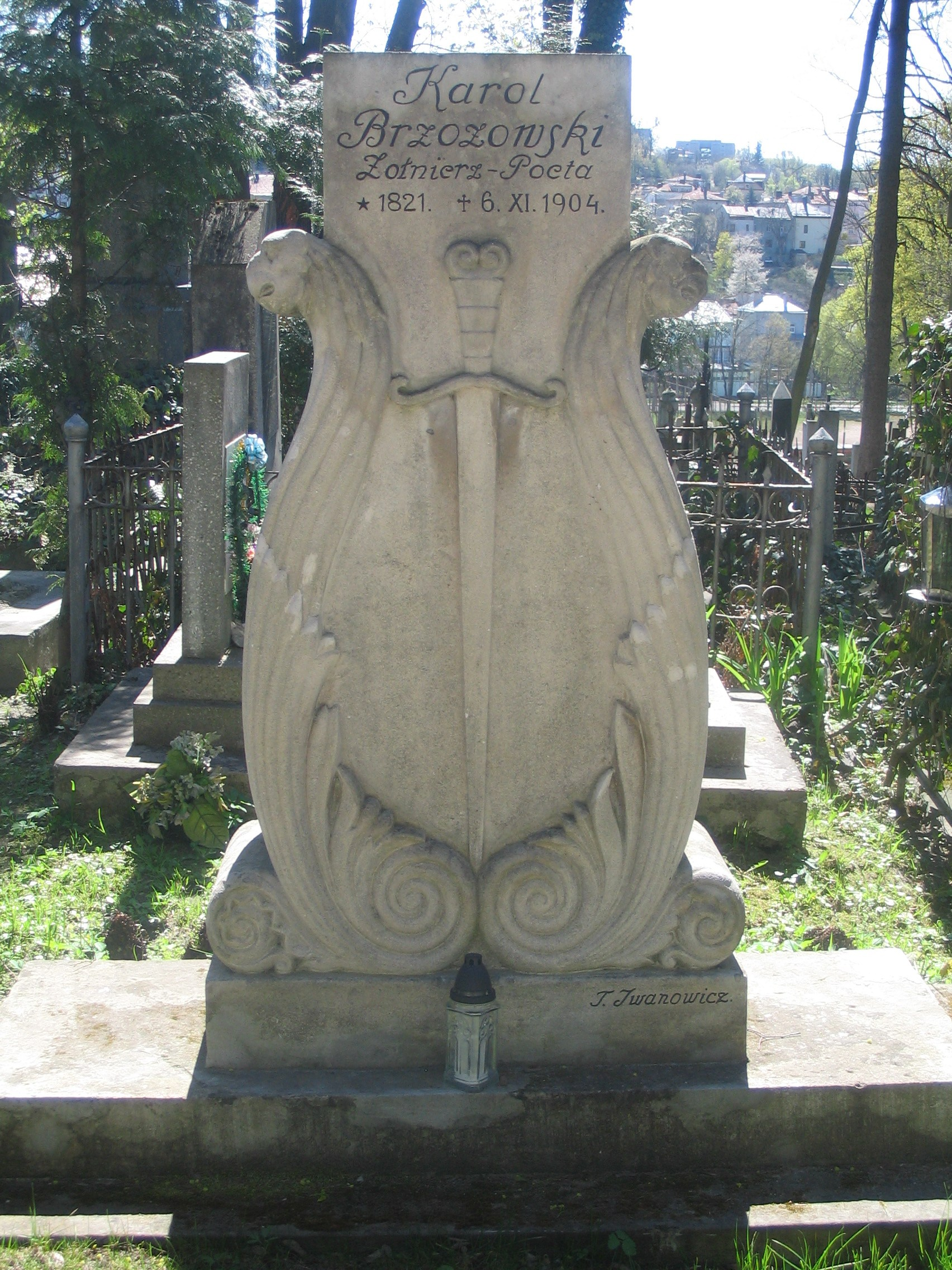
Karol Brzozowskis gravställe.

Karol Brzozowski, född 1821 i Warszawa, död där 6 november 1904, var en polsk författare. 
Såsom ingenjör gjorde Brzozowski längre studieresor i europeiska och asiatiska Turkiet, varifrån han hämtade stoff till flera poetiska berättelser. Han lär ha översatt Ivan Gundulićs sydslaviska epos "Osman" till polska, men manuskriptet blev uppbränt. Bland hans få dramer märks ett med svenskt motiv, Erik XIV.